# 叉蕊毛氈苔
叉蕊毛氈苔（學名：Drosera schizandra）為一種茅膏菜屬的多年生草本陸生食肉植物，澳洲昆士蘭特有種。最初描述是由路德維希·迪爾斯於1906年時發表。叉蕊毛氈苔的亮綠色葉，成株可達到長10公分（4英吋），寬5公分（2英吋）。本種並非球根種類，卻有酷似球根毛氈苔類的外觀。與負子毛氈苔和阿迪露毛氈苔的關係近緣，生長在高濕陰涼，溫度需維持在約攝氏25度（華氏77度）的恆定環境，所以是一種栽培困難的種類。

## 外部連結
维基共享资源上的相關多媒體資源：叉蕊毛氈苔